# БМК-460
БМК-460 — буксирно-моторний катер, призначений для водіння по воді поромів понтонного парку ППС-84 при обладнанні та утриманні переправ.

## Технічний опис

### Основні особливості катера
Катер оснащений потужною механічною установкою, двома гребними гвинтами в насадках, надійним і швидкодіючим причальним пристроєм, що володіє необхідними тягово-швидкісними характеристиками і забезпечує водіння штовханням як лагових, так і човникових поромів парку на водних перешкодах з дуже швидкою течією і хвилюванням. Катер укомплектований радіостанцією, переговорним пристроєм, приладом нічного бачення та компасом, що забезпечують можливість водіння поромів на водних перешкодах у будь-який час доби. Катер має систему захисту екіпажу від впливу отруйних та радіоактивних речовин, а також від біологічних (бактеріальних) засобів.
Механічна установка – двовальна, із двома дизелями, з передачею потужності від дизелів на гребні вали через реверс-редуктор. Індекс дизеля – 3Д20ср3.

### Склад катера
Катер — двогвинтовий буксир-штовхач, що перевозиться по суші на платформі катерного автомобіля на базі шасі КрАЗ-260Г. Основними частинами катера є:
- корпус зі знімною рубкою та капотом машинного відділення, хвилевідбійними щитами та наступними пристроями: леєрним, щогловим, транспортним, носовим гідродинамічним, для віддачі та вибирання низових якорів та водоспускним;
- установка механічна, що складається з двох силових агрегатів (дизелів) та обслуговуючих їх систем;
- валопровід та рушійно-кермовий комплекс, що складається з двох гребних гвинтів у насадках та кермах;
- суднові пристрої: початковий носовий, рульовий, якірний, буксирний та швартувальний пристрої, а також системи: осушення та технічних потреб, захисту екіпажу від впливу отруйних та радіоактивних речовин, а також від біологічних (бактеріальних) засобів;
- електроустаткування;
- засоби зв'язку, спостереження та орієнтування;
- майно, запасні частини, інструменти та приладдя.

### Експлуатація (бойове застосування)
Буксирно-моторний катер БМК-460 належить до складу понтонного парку ППС-84.